# Fichtelit
Fichtelit je minerál a uhlovodík nacházející se ve fosilním dřevě, zejména v rašeliništích. Poprvé byl objeven a pojmenován v roce 1837 Bavorsku v pohoří Fichtelgebirge, odkud pochází i jeho název. Vznikat může různými způsoby, v rašeliništích vzniká pod borkou borovice přeměnou kyseliny abietové. Jde o poměrně vzácný minerál. V roce 1958 byl poprvé objeven i na Slovensku, v rašeliništi Rudné u Suché Hory. Později byl objeven i na slanickém rašeliništi, které však v době objevu již prakticky neexistovalo, protože bylo téměř celé zatopené Oravskou přehradou. Zde vznikal fichtelit pod borkou druhu borovice horská bažinná (Pinus mungo uncinata). Bohatá naleziště se nacházejí v Borkovických blatech v jižních Čechách. Další naleziště jsou např. ve Švýcarsku, Dánsku či Velké Británii.